# Groß Radisch
Groß Radisch (Oppersorbisch: Radšow) is een plaats in de Duitse gemeente Hohendubrau, deelstaat Saksen, en telt 362 inwoners.